# Brandlingill
Brandlingill – wieś w Anglii, w Kumbrii. Leży 41 km na południowy zachód od miasta Carlisle i 408 km na północny zachód od Londynu.